# Overnight Success
Overnight Success, album av Neil Sedaka utgivet 1975. Albumet är producerat av Neil Sedaka och Richard Appère.
Albumet är en brittisk variant av det amerikanska albumet The Hungry Years. Två låtar från detta album ("Your Favourite Entertainer" och "Tit For Tat") ersattes med två nya ("Goodman Goodbye" och "The Queen Of 1964"). På CD-utgåvan av The Hungry Years från 1998 återfinns de två sistnämnda som bonusspår.
Den största hitten från albumet var duetten "Bad Blood" med Elton John som toppade Billboard-listan i tre veckor i september 1975. Den såldes i över 1,4 miljoner exemplar i USA och blev Sedakas mest sålda singel där någonsin. Denna singel tog för övrigt över förstaplatsen från Elton Johns "Island Girl".
Låten "Lonely Night (Angel Face)" låg på tredje plats på Billboard-listan i februari 1976 med duon Captain & Tennille.
Den långsammare nyinspelningen av "Breaking Up Is Hard To Do" nådde Billboard-listans topp-10 och Sedaka är tack vare detta den enda artist som haft två topp-10 hits med samma låt i olika versioner. Originalversionen av "Breaking Up Is Hard To Do" låg etta med Sedaka i två veckor på Billboard-listan i augusti 1962.

## Låtlista
Singelplacering i Billboard inom parentes. Listplacering i England=UK
1. Crossroads (Neil Sedaka/Phil Cody)
2. Lonely Night (Angel Face) (Neil Sedaka)
3. Stephen (Neil Sedaka/Howard Greenfield)
4. Bad Blood (Neil Sedaka/Phil Cody) (med Elton John) (#1)
5. Goodman Goodbye (Neil Sedaka/Phil Cody)
6. Baby Blue (Neil Sedaka/Howard Greenfield)
7. The Queen Of 1964 (Neil Sedaka/Howard Greenfield) (UK# 35)
8. New York City Blues (Neil Sedaka/Phil Cody)
9. When You Were Lovin' Me (Neil Sedaka/Phil Cody)
10. The Hungry Years (Neil Sedaka/Howard Greenfield)
11. Breaking Up Is Hard To Do (Neil Sedaka/Howard Greenfield) (långsam version) (#8)